# جيريس كيمبو إكوكو
جيريس كيمبو إكوكو (بالفرنسية: Jirès Kembo-Ekoko)‏ (مواليد 8 يناير 1988 في كينشاسا - زائير) لاعب كرة قدم فرنسي، كان يلعب لصالح نادي بورصا سبور التركي في مركز المهاجم.

## روابط خارجية
- جيريس كيمبو إكوكو على موقع اتحاد تركيا (لاعب) (الإنجليزية)
- جيريس كيمبو إكوكو على موقع رابطة كرة القدم الفرنسية للمحترفين (الإنجليزية)
- جيريس كيمبو إكوكو على موقع إي إس بي إن إف سي (الإنجليزية)
- جيريس كيمبو إكوكو على موقع قاعدة بيانات كرة القدم.إي يو (الإنجليزية)
- جيريس كيمبو إكوكو على موقع ليكيب (الفرنسية)
- جيريس كيمبو إكوكو على موقع Soccerbase.com (لاعب) (الإنجليزية)
- جيريس كيمبو إكوكو على موقع Soccerway.com (الإنجليزية)
- جيريس كيمبو إكوكو على موقع عالم كرة القدم.نت (الإنجليزية)
- جيريس كيمبو إكوكو على موقع AS.com (الإسبانية)